# SNES Classic Edition
La Super Nintendo Entertainment System: Super NES Classic Edition, llamada Super Nintendo Classic Mini: Super Nintendo Entertainment System en Europa y Australia, y Nintendo Classic Mini: Super Famicom en Japón, es una réplica en miniatura de la consola Super Nintendo (SNES), puesta a la venta en Japón el 5 de octubre de 2017; en Norteamérica y Europa, el 29 de septiembre, y en Australia, el 30 de septiembre. Su arquitectura está basada en la emulación de hardware, cuenta con una biblioteca permanente de 21 juegos integrados en su biblioteca, incluyendo algunos títulos de desarrolladores terceros bajo licencia de sus respectivos creadores.

## Hardware
El sistema cuenta con salida de pantalla HDMI y un controlador réplica a escala de la versión original que también puede conectarse al puerto de Wii para su uso con juegos de consola virtual en Wii y Wii U.
La consola se distribuye en tres variantes, con el diseño único de los sistemas originales lanzados en Japón, América del Norte y Europa, respectivamente. Mientras que la liberación de América del Norte cuenta con un aspecto basado en el diseño gris y púrpura-recta en ángulo de la SNES, en Japón y Europa se modelan después del redondeado borde y diseño de Super Famicom, como se presenta originalmente en estas regiones.
Nintendo había sido criticado por la falta de disponibilidad de la NES Classic Edition, de la cual vendió 2,3 millones de unidades entre noviembre de 2016 y abril de 2017, no habiendo estado preparado para la popularidad de la consola. Con la Super NES Classic Edition, Nintendo dijo que está preparada para enviar unidades "significativamente más" que la NES Classic Edition, pero también advirtió que planean producir las unidades desde septiembre de 2017 hasta el final del año, y no pudo afirmar si habrá otros envíos en 2018. El Super NES Classic Edition se enviará con controladores con cables de 5 pies (1,5 m), dirigiéndose a quejas sobre los cortos de 3 pies (0,91 m) utilizados para el NES Classic.
La microconsola contiene 21 juegos incorporados. Entre estos se incluyen Star Fox 2 , una secuela de Star Fox que había sido cancelada cerca del final de su desarrollo en 1995; Mientras que Nintendo no había dado ninguna palabra oficial a la cancelación, el desarrollador Dylan Cuthbert dijo que Nintendo temía cómo Star Fox 2 se vería en comparación con juegos similares en las consolas PlayStation y Sega Saturn más avanzadas. Los jugadores pueden desbloquear Star Fox 2 en el SNES Classic al terminar el primer nivel de Star Fox.
A pesar de que las carcasas son diferentes, ambas ediciones occidentales de la microconsola contarán con software idéntico, y todos los juegos incluidos se basan en sus localizaciones norteamericanas que funcionan a 60 Hz, de manera similar a la NES Classic Edition. En consecuencia, los juegos que originalmente tenían diferentes títulos en las regiones PAL ahora utilizan los apodos norteamericanos, como Star Fox (originalmente Starwing) y Kirby Super Star (originalmente Kirby's Fun Pak).
La clasificación por edades es Teen (13+) de ESRB, 12+ de RARS, 12+ de PEGI y 12 de USK, mientras que la versión japonesa (Super Famicom Mini) es CERO B (12+) por CERO.

## Lista de juegos
Independientemente del modelo/región, la microconsola incluye 21 juegos integrados en todas las regiones. Solamente 15 títulos son comunes entre las regiones, mientras que los cinco títulos restantes son exclusivos en Japón o la región de Norteamérica/PAL respectivamente. Títulos anteriormente lanzados en zona PAL ya son revertidos a sus títulos de Norteamérica, debido a conversión directa desde dicho continente. Los siguientes títulos son:
| Título                                     | NA/PAL | JP |
| ------------------------------------------ | ------ | -- |
| Contra III: The Alien Wars                 | Sí     | Sí |
| Donkey Kong Country                        | Sí     | Sí |
| Final Fantasy VI                           | Sí     | Sí |
| F-Zero                                     | Sí     | Sí |
| The Legend of Zelda: A Link to the Past    | Sí     | Sí |
| Secret of Mana                             | Sí     | Sí |
| Star Fox                                   | Sí     | Sí |
| Star Fox 2                                 | Sí     | Sí |
| Super Mario Kart                           | Sí     | Sí |
| Super Mario RPG: Legend of the Seven Stars | Sí     | Sí |
| Kirby Super Star                           | Sí     | Sí |
| Super Mario World                          | Sí     | Sí |
| Super Mario World 2: Yoshi's Island        | Sí     | Sí |
| Super Ghouls 'n Ghosts                     | Sí     | Sí |
| Super Metroid                              | Sí     | Sí |
| EarthBound                                 | Sí     | No |
| Kirby's Dream Course                       | Sí     | No |
| Street Fighter II Turbo: Hyper Fighting    | Sí     | No |
| Super Castlevania IV                       | Sí     | No |
| Super Punch-Out!!                          | Sí     | No |
| Fire Emblem: Mystery of the Emblem         | No     | Sí |
| The Legend of the Mystical Ninja           | No     | Sí |
| Tetris Attack                              | No     | Sí |
| Super Soccer                               | No     | Sí |
| Super Street Fighter II                    | No     | Sí |

Notas
1. ↑  Numerado como III en el lanzamiento de América y Europa.
2. ↑  Iba a lanzarse en 1996, pero fue cancelado.
3. ↑  Llamado "Panel de Pon" en Japón.

### Hackeos
Hackers encontraron un agujero de seguridad de la consola que lo permite hackearlo fácilmente, permitiendo instalar más juegos o funciones. No todos los juegos de Super NES funcionan debido a que no cuentan con la emulación de chips como ST-10.